# 中井莉加
中井莉加（日语：／ Nakai Rika */?，1997年8月23日—）是日本偶像藝人，為女子偶像團體NGT48前成員，富山縣富山市出身，所屬經紀公司為太田製作。

## 简历
中井幼時生長在富山县一個可以眺望立山連峰的郊外住宅區。自幼儿园起就喜欢在人前表演“想成为某方面出色的人”的她在进入小学后更坚定了这一梦想。虽然没有得到他人认可与赞同，但AKB48那样的偶像激励了她，让她也想成为偶像。虽然在高中，中井以成为幼教而努力，但无法舍弃梦想的她最终还是参与了AKB48家族的甄选。在2014年3月举行的AKB48 Team 8全国甄选中，中井参加富山县代表徵选，但在最终审查落选。
2015年7月，中井通过了NGT48第1期生徵选。8月21日，中井作为NGT48成員在新潟市歷史博物館前廣場初次披露並進行了表演。
2016年1月10日，中井於NGT48剧场开幕公演中正式於劇場出道，同日獲宣布從研究生升格，成為Team NIII創始成員之一。2月27日，NGT48初主演电视连续剧《寒蝉鸣泣之时》角色分配甄选结果公布，中井同時饰演主角中的园崎魅音、诗音姊妹。6月1日，AKB48第45張單曲選拔總選舉的速报成绩结果发表，中井以2,502票获得第92名，与第91位2,515票的荻野由佳是仅有两名速报落於100名内的NGT48原生成员，但在6月18日正式开票时未能成功進入80名的入選名單。同年9月15日，在横滨体育馆举办的“AKB48集团同时举办演唱会in横滨”圈外成员演唱会上发表了AKB48第46张单曲《High Tension》的选拔成员名单，中井首次进入AKB48单曲选拔。此外，在这场演唱会中，也公布了总选81-100名的成员名单，中井最终以8,997票获得96名。同年12月31日，在第67回NHK紅白歌合战的投票企画「AKB48 夢之紅白選抜」中，中井获得第33名，以AKB48名義首次登上紅白舞台。
值得一提的是，AKB48在第45張單曲選拔總選舉期間，首次與视频直播网站SHOWROOM合作舉辦線上宣傳投票活動，中井在活動中取得第一名的成績；之後AKB48家族正式開放成員可以在SHOWROOM上進行直播，中井曾長期為活躍成員之一。2016年12月，SHOWROOM舉行「SHOWROOM AWARD」直播主年度獎勵活動，中井以及松井珠理奈（SKE48）、野村奈央（AKB48）獲得「BEST AKB PERFORMER」奖项，以表彰三人在一年间以AKB48家族成員身分在該网站直播时获得的支持。2017年12月11日，中井在該年的「SHOWROOM AWARD」再度獲獎，與Team 8的大西桃香、太田奈緒共同獲頒「AKB48獎」。
2017年1月20日，在NGT48首场单独演唱会中，运营方宣布了中井将成为4月12日NGT48出道单曲的Center（中央位置成員）。4月12日，由中井担当Center的NGT48的出道单曲《青春时钟》正式发行。同年5月30日至6月16日举行的AKB48第49张单曲选拔总选举中，中井以29,953票获得第23名（入選Under Girls），首次在選拔總選舉入榜。同年的11月17日，中井在個人SHOWROOM頻道上宣布将从原所属的AKS移籍至太田製作，并于12月正式进入太田制作，成為繼荻野由佳後第二位加入个别经纪公司的NGT48原生成员。
2018年1月15日，在東京巨蛋城表演廳舉行首次個人演唱會「中井莉加個人演唱會～中井莉加宣傳中～」。6月16日，在該日開票的AKB48第53張單曲世界選拔總選舉上，以26,701票拿下第37名，進入「Next Girls」組；同日，被《週刊文春》爆出與圈外男性「半同居」的消息，個人雖然表示有被該雜誌採訪此消息，但並沒有承認。

## 參與歌曲
- 標註「★」符號者，表示該首歌曲有拍攝MV。

### 單曲選拔歌曲
NGT48作品
|     | 發行日期       | 單曲名稱                         | 參與歌曲名稱                     | 名義                 | 收錄於     | MV | 備註                      |
| --- | -------------- | -------------------------------- | -------------------------------- | -------------------- | ---------- | -- | ------------------------- |
| 1st | 2017年04月12日 | 青春时钟                         | 青春时钟                         |                      | 全版本     | ★  | A面曲 首次擔任Center      |
| 1st | 2017年04月12日 | 青春时钟                         | 空罐朋克                         |                      | 全版本     |    |                           |
| 1st | 2017年04月12日 | 青春时钟                         | 寻求黑暗                         |                      | Type-C     | ★  | [ 19 ]                    |
| 2nd | 2017年12月06日 | 蓝天会延续到这世界上的哪里去呢？ | 蓝天会延续到这世界上的哪里去呢？ |                      | 全版本     | ★  | A面曲                     |
| 2nd | 2017年12月06日 | 蓝天会延续到这世界上的哪里去呢？ | 我的眼泪流不出来                 | SNS选拔              | 全版本     |    | Center                    |
| 2nd | 2017年12月06日 | 蓝天会延续到这世界上的哪里去呢？ | 拥抱的樱木町                     | 中井莉加与LOS INDIOS | Type-B     | ★  | [ 22 ]                    |
| 2nd | 2017年12月06日 | 蓝天会延续到这世界上的哪里去呢？ | 有什么东西在                     |                      | Type-C     | ★  | [ 20 ] [ 23 ]             |
| 3rd | 2018年04月11日 | 春天哪裏來？                     | 春天哪裏來？                     |                      | 全版本     | ★  | A面曲                     |
| 3rd | 2018年04月11日 | 春天哪裏來？                     | 反省蘇打水                       |                      | NGT48 CD盤 |    | 與荻野由佳共同 擔任Center |
| 4th | 2018年10月03日 | 獻給世人                         | 獻給世人                         |                      | 全版本     | ★  | A面曲                     |
| 4th | 2018年10月03日 | 獻給世人                         | Soft Serve                       | 新潟SHOWROOM選拔     | 全版本     |    | Center                    |
| 4th | 2018年10月03日 | 獻給世人                         | 窗簾的花紋                       | Team G               | Type-B     | ★  | [ 25 ]                    |
| 5th | 2020年07月22日 | 粉紅雪酪                         | 粉紅雪酪                         |                      |            | ★  | A面曲                     |
| 5th | 2020年07月22日 | 粉紅雪酪                         | 絕望之後                         | NGT48 TDC演唱會選拔  |            | ★  |                           |
| 6th | 2021年06月23日 | Awesome                          | Awesome                          |                      |            | ★  | A面曲                     |
| 6th | 2021年06月23日 | Awesome                          | 希望能說清楚                     | CloudyCloudy         |            | ★  |                           |
| 7th | 2021年12月22日 | 我喜歡笨笨的你                   | 我喜歡笨笨的你                   |                      |            | ★  | A面曲                     |
| 7th | 2021年12月22日 | 我喜歡笨笨的你                   | 我最喜歡說的話                   |                      |            | ★  |                           |
| 8th | 2022年12月28日 | 候鳥看不見天空                   | 候鳥看不見天空                   |                      |            | ★  | A面曲                     |
| 8th | 2022年12月28日 | 候鳥看不見天空                   | 巧克力睡不著                     | CloudyCloudy         |            |    |                           |
| 9th | 2023年08月02日 | 那個、不重要                     | 那個、不重要                     |                      |            | ★  | A面曲Center               |
| 9th | 2023年08月02日 | 那個、不重要                     | 冒著生命危險!                    |                      |            |    |                           |

AKB48作品
|      | 發行日期       | 單曲名稱        | 參與歌曲名稱     | 名義         | 收錄於 | MV | 備註                    |
| ---- | -------------- | --------------- | ---------------- | ------------ | ------ | -- | ----------------------- |
| 43rd | 2016年03月09日 | 你就是旋律      | Max朱鷺315號     | NGT48        | Type-D | ★  |                         |
| 44th | 2016年06月01日 | 不需要翅膀      | 你在哪裡?        | NGT48        | 劇場盤 |    |                         |
| 46th | 2016年11月16日 | High Tension    | High Tension     |              | 全版本 | ★  | A面曲 首次進入AKB48選拔 |
| 46th | 2016年11月16日 | High Tension    | 快乐结局         | Renatchies   | Type-A | ★  |                         |
| 47th | 2017年03月15日 | Shoot Sign      | Shoot Sign       |              | 全版本 | ★  | A面曲                   |
| 47th | 2017年03月15日 | Shoot Sign      | 綠意森林運動公園 | NGT48        | Type-D | ★  |                         |
| 48th | 2017年05月31日 | 空有願望        | 空有願望         |              | 全版本 | ★  | A面曲                   |
| 48th | 2017年05月31日 | 空有願望        | 當代PARA         |              | 全版本 | ★  | [ 26 ]                  |
| 49th | 2017年08月30日 | #就是喜欢你     | 拖泥帶水的愛戀   | Under Girls  | 全版本 | ★  |                         |
| 49th | 2017年08月30日 | #就是喜欢你     | 独享的夏天       | SHOWROOM选拔 | Type-D | ★  |                         |
| 50th | 2017年11月22日 | 11月的腳鐲      | 11月的腳鐲       |              | 全版本 | ★  | A面曲                   |
| 51st | 2018年03月14日 | Ja-Ba-Ja        | Ja-Ba-Ja         |              | 全版本 | ★  | A面曲                   |
| 51st | 2018年03月14日 | Ja-Ba-Ja        | 就當朋友吧       | NGT48        | Type-D | ★  |                         |
| 52nd | 2018年05月30日 | Teacher Teacher | Teacher Teacher  |              | 全版本 | ★  | A面曲                   |
| 53rd | 2018年09月19日 | 感傷列車        | 不是朋友嗎？     | Next Girls   | Type-A | ★  |                         |
| 53rd | 2018年09月19日 | 感傷列車        | 「喜歡」的種子   | SHOWROOM選拔 | Type-E | ★  | Center                  |
| 54th | 2018年11月28日 | NO WAY MAN      | NO WAY MAN       |              | 全版本 | ★  | A面曲                   |
| 55th | 2019年03月13日 | 回憶上心頭DAYS  | 回憶上心頭DAYS   |              | 全版本 | ★  | A面曲                   |

### 專輯選拔歌曲
AKB48作品
|     | 發行日期       | 专辑名稱             | 參與歌曲名稱   | 名義 | 收錄於   | 備註 |
| --- | -------------- | -------------------- | -------------- | ---- | -------- | ---- |
| 8th | 2017年01月25日 | 点时成菁             | 青涩的摇滚     |      | Type B   |      |
| 9th | 2018年01月24日 | 那個黎明，我們都知道 | 鞋帶的綁法     |      | Type A·B |      |
| 9th | 2018年01月24日 | 那個黎明，我們都知道 | 天國的隱匿之處 |      | Type A   |      |

### 劇場公演分組曲
| 公演名稱                                | 參與歌曲名稱   | 備註                               |
| --------------------------------------- | -------------- | ---------------------------------- |
| 北原Team NIII時期                       |                |                                    |
| Team NIII 1st Stage「PARTY開始了」公演  | 裙摆飘飘       | [ 27 ]                             |
| Team NIII 2nd Stage「睡衣兜風」公演     | 天使的尾巴     | [ 28 ]                             |
| Team NIII 2nd Stage「睡衣兜風」公演     | 纯情主义       | 洗牌後                             |
| 研究生「PARTY開始了・加尔维斯敦街」公演 | 同班同学       | 支援成员                           |
| Team NIII 3rd Stage「榮耀之丘」公演     | 用左臂带我走吧 | 與佐藤杏樹、菅原里子、奈良未遙共演 |
| Team G時期                              |                |                                    |
| Team G 1st Stage「引體後翻」公演        | 如能被你緊擁   | 與山口真帆、西村菜那子共演         |
| 分队制度取消                            |                |                                    |
| 「不要让梦想死去」公演                  | 隔壁的香蕉     | 與中村歩加共演                     |

## 媒體演出

### 電視劇
- 暮蟬悲鳴時（2016年5月20日 - 6月24日，BS SKY Perfect!（日语：BSスカパー!）） - 主演・飾 園崎魅音、園崎詩音[7]
  - 暮蟬悲鳴時 解答篇（2016年11月25日 - 12月16日） - 主演・飾 園崎魅音、園崎詩音[30]
- 陪酒須加學園（2016年10月30日 - 2017年1月15日，日本電視台） - 飾 收穫 / 赤鯥[31]
- 豆腐職業摔角（2017年1月22日 - 7月2日，朝日電視台） - 飾 中井莉加 / MAX中井[32]

### 电视节目
- 白昼夢（2017年10月16日 - ，富士电视台） - 與作家伊藤正幸（日语：いとうせいこう）共同主持[33]
- Smartphone-du（日语：スマートフォンデュ）（；2017年10月27日 - ，朝日電視台） - 助理主持[34]
- 青春高校3年C班（日语：青春高校3年C組）（；2018年4月2日 - ，東京電視台） - 副班導 / 助理主持[35]

### 活動
- 豆腐職業摔角 The REAL 2017 WIP CLIMAX in 後樂園表演廳（2017年8月29日，後樂園表演廳（日语：後楽園ホール）） - 「MAX中井」名義
- 中井莉加個人演唱會～中井莉加宣傳中～（中井りかソロコンサート〜中井りかキャンペーン中〜；2018年1月15日，東京巨蛋城表演廳）
- 豆腐職業摔角 The REAL 2018 WIP QUEENDOM in 愛知縣體育館（2018年2月23日，愛知縣體育館） - 「MAX中井」名義[36]

## 書籍

### 寫真集
- AKB48玲奈七總選舉選拔寫真集 16colors（2017年1月31日發行，德間書店；攝影：LUCKMAN（日语：樂滿直城）、佐藤佑一（日语：佐藤佑一）） ISBN 978-4198642891[37]

### 雜誌連載
- 週刊Playboy（2017年4月17日 - ，集英社）- 專欄「中井莉加的【擴散希望】#Hime~ru♥」

## 外部鏈結
- NGT48個人介紹頁（页面存档备份，存于）
- 太田製作個人介紹頁（页面存档备份，存于）
- 中井莉加的Instagram帳戶
- 中井莉加的X（前Twitter）
- 中井莉加的SHOWROOM專頁